# Myripristis astakhovi
Myripristis astakhovi är en fiskart som beskrevs av Kotlyar, 1997. Myripristis astakhovi ingår i släktet Myripristis och familjen Holocentridae. Inga underarter finns listade i Catalogue of Life.